# Korthalsella margaretae
Korthalsella margaretae är en sandelträdsväxtart som beskrevs av Forest Brown. Korthalsella margaretae ingår i släktet Korthalsella och familjen sandelträdsväxter. Inga underarter finns listade i Catalogue of Life.